# Carla Juri
Carla Juri (Locarno, 1985. január 2. –) svájci színésznő.
Ismertebb filmjei közé tartozik a Nedves tájak – Készen állsz Helenre? (2013), az Elborult világ (2013) és a Szárnyas fejvadász 2049 (2017).

## Élete és pályafutása
Ambrìban, Svájc olasz nyelvű Ticino kantonjának egyik falujában nevelkedett. Juri folyékonyan beszél németül, angolul és olaszul. A németet és az olaszt kisgyermekkora óta, az angolt 15 éves korától tanulja. Édesapja ügyvéd, édesanyja szobrász.
Iskolás korában versenyszerűen jégkorongozott. 2005 és 2010 között színházi tanulmányokat folytatott Los Angelesben és Londonban. Pályafutása elején a szereplőválogatások érdekében Berlin, London és Róma között ingázott.
Első filmes szerepét a Midday Room című rövidfilmben kapta. 2011-ben megnyerte a Swiss Film Awardot legjobb mellékszereplő kategóriában a 2010-es 180° – Amikor tótágast áll veled a világ című filmért. Egy évvel később a legjobb színésznőnek járó díjat vihette el a Valaki mint én című filmdrámában nyújtott alakításával. 2013-ban kilenc másik fiatal európai színésszel együtt a Berlini Nemzetközi Filmfesztiválon átvehette a Shooting Star elnevezésű kitüntetést. Ugyanebben az évben főszereplőként tűnt fel a Nedves tájak – Készen állsz Helenre? című drámai vígjátékban, mely egy nagy visszhangot kavart német bestseller feldolgozása és Juri egyik legismertebb alakítása. A szerep kedvéért a színésznő heteken át hordta az általa megformált Helen Memel ruháit és sok időt töltött Berlinben is, ahol a karakter a történet szerint él. Helenként néhány hétre egy középiskolába is beiratkozott, a színésznő valódi személyazonosságát csak az iskola igazgatója ismerte.
A 2017-es Szárnyas fejvadász 2049 című sci-fiben replikánsok beültetett emlékképeivel foglalkozó tervezőt játszott.

## Filmográfia

### Film
| Év   | Magyar cím                               | Eredeti cím                                 | Szerep                 | Megjegyzések               |
| ---- | ---------------------------------------- | ------------------------------------------- | ---------------------- | -------------------------- |
| 2006 |                                          | Midday Room                                 | Menyasszony            | rövidfilm                  |
| 2008 |                                          | The Space You Leave                         | Lea                    | rövidfilm                  |
| 2010 | 180° – Amikor tótágast áll veled a világ | 180° – Wenn deine Welt plötzlich Kopf steht | Esther Grüter          |                            |
| 2010 |                                          | Bold Heroes                                 | Michis Cousine         |                            |
| 2012 |                                          | Jump                                        | Jane                   |                            |
| 2012 | Valaki mint én                           | Someone Like Me                             | Annemarie Geiser       |                            |
| 2012 |                                          | Questo è mio                                | Maestra                | rövidfilm                  |
| 2013 | Elborult világ                           | Finsterworld                                | Natalie                | magyar hangja Eke Angéla   |
| 2013 | Nedves tájak – Készen állsz Helenre?     | Wetlands                                    | Helen Memel            |                            |
| 2013 |                                          | Lovely Louise                               | fiatal Louise          |                            |
| 2014 |                                          | Fossil                                      | Julie                  |                            |
| 2014 |                                          | Spooky & Linda                              | Linda                  | rövidfilm                  |
| 2016 | Morris, az amerikai                      | Morris from America                         | Inka                   |                            |
| 2016 |                                          | Paula                                       | Paula Modersohn-Becker |                            |
| 2016 | Megtorlás                                | Brimstone                                   | Elizabeth Brundy       |                            |
| 2017 | Szárnyas fejvadász 2049                  | Blade Runner 2049                           | Dr. Ana Stelline       | magyar hangja Bartsch Kata |
| 2019 |                                          | Intrigo: Dear Agnes                         | Agnes                  |                            |
| 2019 |                                          | Als Hitler das rosa Kaninchen stahl         | Dorothea Kemper        |                            |
| 2020 |                                          | Amulet                                      | Magda                  |                            |
| 2020 | Hat perc éjfélig                         | Six Minutes To Midnight                     | Ilse Keller            |                            |

### Televízió
| Év   | Magyar cím                    | Eredeti cím           | Szerep            | Megjegyzések |
| ---- | ----------------------------- | --------------------- | ----------------- | ------------ |
| 2010 | Két zsaru egy pár             | Ho sposato uno sbirro | Ilaria Cantilli   | 1 epizód     |
| 2011 | Terence Hill – Alpesi őrjárat | Un passo dal cielo    | Nina              | 1 epizód     |
| 2012 |                               | Der Kriminalist       | ismeretlen szerep | 1 epizód     |

## Díjak
- 2011 – Swiss Film Award (legjobb női mellékszereplő)
- 2012 – Swiss Film Award (legjobb női főszereplő)
- 2013 – Berlini Nemzetközi Filmfesztivál – Shooting Stars Award (Európa legjobb fiatal színészei)[6]

## Fordítás
- Ez a szócikk részben vagy egészben  a   Carla Juri című angol Wikipédia-szócikk ezen változatának fordításán alapul.  Az eredeti cikk szerkesztőit annak laptörténete sorolja fel. Ez a jelzés csupán a megfogalmazás eredetét és a szerzői jogokat jelzi, nem szolgál a cikkben szereplő információk forrásmegjelöléseként.